# Gobindpur
Gobindpur là một thị trấn thống kê (census town) của quận Dhanbad thuộc bang Jharkhand, Ấn Độ.

## Địa lý
Gobindpur có vị trí 22°38′B 86°04′Đ / 22,63°B 86,07°Đ Nó có độ cao trung bình là 188 mét (616 feet).

## Nhân khẩu
Theo điều tra dân số năm 2001 của Ấn Độ, Gobindpur có dân số 8504 người. Phái nam chiếm 54% tổng số dân và phái nữ chiếm 46%. Gobindpur có tỷ lệ 65% biết đọc biết viết, cao hơn tỷ lệ trung bình toàn quốc là 59,5%: tỷ lệ cho phái nam là 73%, và tỷ lệ cho phái nữ là 55%. Tại Gobindpur, 15% dân số nhỏ hơn 6 tuổi.